# Frederik Hendrikstraat (Bredevoort)
De Frederik Hendrikstraat is een straat buiten het historisch centrum van Bredevoort in Gelderland. De straat is een zijstraat van de Misterstraat en loopt uit op de Bekendijk.

## Geschiedenis
Tijdens de Beleg van Bredevoort (1606) werd Bredevoort bij verrassing ingenomen door een Spaanse bende onder leiding van de Franse Du Terrail. De Bredevoorters vonden een veilig heenkomen op het Kasteel Bredevoort en wisten de belagers lang genoeg van zich af te slaan, om prins Frederik Hendrik de gelegenheid te geven de stad te ontzetten. Prins Maurits was verbolgen over de gunstige voorwaarden waarmee Frederik Hendrik de Spanjaarden tot overgave bracht. Van 1625 tot 1647 was Frederik Hendrik pandheer van Bredevoort. Deze straat is naar deze prins Frederik Hendrik vernoemd.
Ambthuiswal · Ambtshof · Bastionstraat · Bleekwal · Boterstraat · Frederik Hendrikstraat · Ganzenmarkt · Gasthuisstraat · Hozenstraat · Izermanstraat · Kerkstraat · Kleine Gracht · Kloosterdijk · Koppelstraat · Kruittorenstraat · Landstraat · Markt · Muizenstraat · Officierstraat · Pater Jan de Vriesstraat ·  Prins Mauritsstraat · Prinsenstraat · Roelvinkstraat · Stadsbroek · Stationsweg · Vismarkt · 't Walletje · 't Zand